# Tragulus versicolor
Tragulus versicolor é um artiodátilo da família Tragulidae, encontrado exclusivamente no Vietnã. Foi descrito pela primeira vez em 1910 pelo zoólogo britânico Oldfield Thomas, que obteve quatro espécimes em Nha Trang, Aname. Pouco se sabe sobre sua distribuição e ecologia. Após 1910, Tragulus versicolor foi registrado novamente em 1990, próximo a Dak Rong e Buon Luoi, na província de Gia Lai. Com o aumento da pressão de caça e a perda de habitat devido ao desmatamento, e sem novos registros na natureza, temia-se que a espécie estivesse extinta. A União Internacional para a Conservação da Natureza classificou a espécie como deficiente de dados em 2008. Em 2019, um estudo confirmou sua presença em florestas secas de baixa altitude no sul do Vietnã, com evidências obtidas por armadilha fotográfica. A espécie é caracterizada por uma pelagem áspera com uma coloração bicolor peculiar, não observada em outros membros de sua família: a parte frontal do corpo é marrom-avermelhada, contrastando fortemente com a parte posterior acinzentada. Possui orelhas grandes marrom-avermelhadas e marcas brancas e marrom-avermelhadas escuras na garganta.

## Taxonomia
Tragulus versicolor foi descrito pela primeira vez por Oldfield Thomas em 1910, sob o nome binomial Tragulus versicolor, com base em quatro espécimes machos adultos do Vietnã. Entre 1910 e 2003, era geralmente considerado uma subespécie de Tragulus napu [en], embora se assemelhe mais a Tragulus kanchil [en]. Em uma revisão taxonômica de 2004, foi reconhecido como uma espécie independente do gênero Tragulus.

## Status e avistamentos
As informações sobre a distribuição e ecologia de Tragulus versicolor são escassas; ele é endêmico do Vietnã e foi avistado apenas três vezes na natureza. Os quatro espécimes obtidos por Thomas vieram de Nha Trang (12° 15′ N, 109° 10′ L), na costa sul do Vietnã, mas não necessariamente de origem local, pois poderiam ter sido comercializados de outro lugar. Não houve registros por 80 anos até que uma expedição vietnamita-russa em 1990 obteve um espécime macho adulto de caçadores locais perto de Dak Rong e Buon Luoi, na província de Gia Lai. Inicialmente identificado como Tragulus javanicus [en], o espécime foi depositado no Museu Zoológico da Universidade de Moscou [en]. Uma reanálise em 2004 confirmou que era Tragulus versicolor, destacando sua coloração peculiar em comparação com outros membros de sua família. Pesquisas posteriores indicaram que o desmatamento intenso e a pressão de caça ameaçavam as espécies da família Tragulidae na região, mas não houve medidas significativas para avaliar o status de Tragulus versicolor. Com riscos severos à sua sobrevivência e sem novos espécimes, temia-se que estivesse extinto. A União Internacional para a Conservação da Natureza (IUCN), sem dados de pesquisa ou pistas ecológicas para avaliar o status e a tendência populacional, classificou a espécie como deficiente de dados em 2008. Tragulus versicolor foi incluído entre as 25 espécies “mais procuradas e perdidas” da iniciativa Search for Lost Species da Global Wildlife Conservation.
Quase 30 anos após o último avistamento, um estudo publicado em 2019 por pesquisadores da Global Wildlife Conservation confirmou a presença de Tragulus versicolor em florestas secas de baixa altitude na costa sul do Vietnã. A pesquisa começou com entrevistas a moradores locais, alguns dos quais sugeriram a existência de dois tipos de espécies da família Tragulidae na área; as descrições indicavam que poderiam ser Tragulus kanchil e Tragulus versicolor (espécies “acinzentadas”). Todos os entrevistados confirmaram a redução das populações de membros da família Tragulidae devido à caça. Armadilhas fotográficas foram instaladas em áreas onde espécies acinzentadas foram relatadas, capturando imagens de Tragulus versicolor, identificado por sua coloração bicolor e marcas na garganta. Os pesquisadores planejam estudar o tamanho e a estabilidade das populações.

## Descrição física
Em sua descrição de 1910, Thomas relatou que Tragulus versicolor possui uma pelagem áspera, orelhas grandes marrom-avermelhadas e marcas brancas e marrom-avermelhadas escuras na garganta. Ele destacou o contraste entre a coloração marrom clara da parte anterior do corpo, até os ombros, e a parte posterior acinzentada, separadas por uma linha de cor couro das partes inferiores brancas — uma variação não observada em outros membros de sua família. A cauda, cinza na parte superior e branca na inferior, torna-se mais marrom-avermelhada na ponta, que é branca. Segundo suas medidas, o comprimento do corpo e cabeça é de cerca de 48 cm, e da cauda, cerca de 5 cm. Examinadores do espécime de 1990 notaram uma pelagem densa nas costas, com pontas de pelos brancas. Uma linha prateada destacada percorre o dorso. O pescoço e os ombros são mais marrons, com pelagem menos densa; diferentemente de Tragulus kanchil, a pelagem do pescoço é mais grossa e menos áspera. Tragulus versicolor não apresenta as marcações escuras nos flancos ou na parte central das inferiores, visíveis em Tragulus kanchil.

## Ecologia e habitat
As evidências de armadilhas fotográficas de 2019 sugerem que Tragulus versicolor é diurno (ativo principalmente durante o dia) e vive solitário ou em pares. O local onde o espécime de 1990 foi obtido era uma área de floresta tropical semidecídua de baixa altitude; vários espécimes de Tragulus kanchil foram encontrados na mesma região, sugerindo simpatria. O estudo de 2019 observou Tragulus versicolor em florestas secas tropicais e subtropicais de folhas largas próximo à costa sul do Vietnã.